# Taylor Gunman
Taylor Karl Gunman (* 14. März 1991 in Takapuna) ist ein ehemaliger neuseeländischer Radrennfahrer.

## Sportkarriere
2009 machte Taylor Gunman auf sich aufmerksam, als er eine Etappe der Tour of Northland gewann und Fünfter der Gesamtwertung wurde. 2010 gewann er erneut eine Etappe der Tour und belegte 2011 den fünften Platz der Tour of Geelong. 2013 entschied er den Prolog und eine Etappe der Tour of Southland für, bei der er schließlich Zweiter der Gesamtwertung wurde. Im Jahr darauf wurde er neuseeländischer Meister im Einzelzeitfahren.
2014 wechselte Gunman zum Avanti Racing Team und wurde neuseeländischer Meister im Einzelzeitfahren. 2015 gewann er die Gesamtwertung der New Zealand Cycle Classic. Wenig später siegte er bei der Ozeanienmeisterschaft im Straßenrennen. Durch diese beiden Erfolge sicherte er sich den Gesamtsieg der UCI Oceania Tour 2015. Ab 2016 fuhr er für Madison Genesis, 2018 beendete er seine Radsportlaufbahn.

## Erfolge
2014
- Neuseeländischer Meister – Einzelzeitfahren

2015
- Gesamtwertung New Zealand Cycle Classic
- Ozeanienmeister – Straßenrennen
- Gesamtwertung UCI Oceania Tour

2017
- eine Etappe Tour of Southland

## Teams
- 2011 PureBlack Racing
- 2012 BikeNZ PureBlack Racing
- 2013 Terra Footwear-Bicycle Line
- 2014 Avanti Racing Team
- 2015 Avanti Racing Team
- 2016 Madison Genesis
- 2017 Madison Genesis
- 2018 Madison Genesis